# Cumpeo
Cumpeo es una localidad rural de Chile, capital de la comuna de Río Claro, ubicada en la Provincia de Talca. Se encuentra situada en la Región del Maule, en la zona central del país. Según el censo del año 2002, la localidad poseía 4 551 habitantes.

## Toponimia
«Cumpeo» proviene del mapudungun, y significa primavera; de kurhg que significa color oscuro; y de pewgn, que significa brotar, que es la forma en la que los mapuches nombraban a la primavera, identificándola con los primeros brotes de las plantas.

## Historia
Probablemente uno de los hitos más relevantes de la historia comunal sea la acción bélica "Vegas de Cumpeo", ocurrida el 4 de febrero de 1817, en la cual el Comandante Ramón Freire Serrano venció en media hora a las fuerzas realistas.
Otro de los grandes hitos lo representa la construcción del Canal de Cumpeo, obra de ingeniería hidráulica que data de 1870 y que en una longitud de 40 km permitió convertir gran parte de la superficie de secano a riego. La hacienda de Cumpeo fue de propiedad de Vicente Correa Albano.[cita requerida]
El 27 de febrero de 2010, Cumpeo fue azotado por un fuerte terremoto que azotó a la zona centro-sur y central de Chile, destruyéndose viviendas e infraestructuras. Varias casas del pueblo quedaron en el suelo, sin embargo, en relación con otras zonas devastadas, el proceso de reconstrucción fue rápido y efectivo.[cita requerida]

## Apariciones en la cultura popular

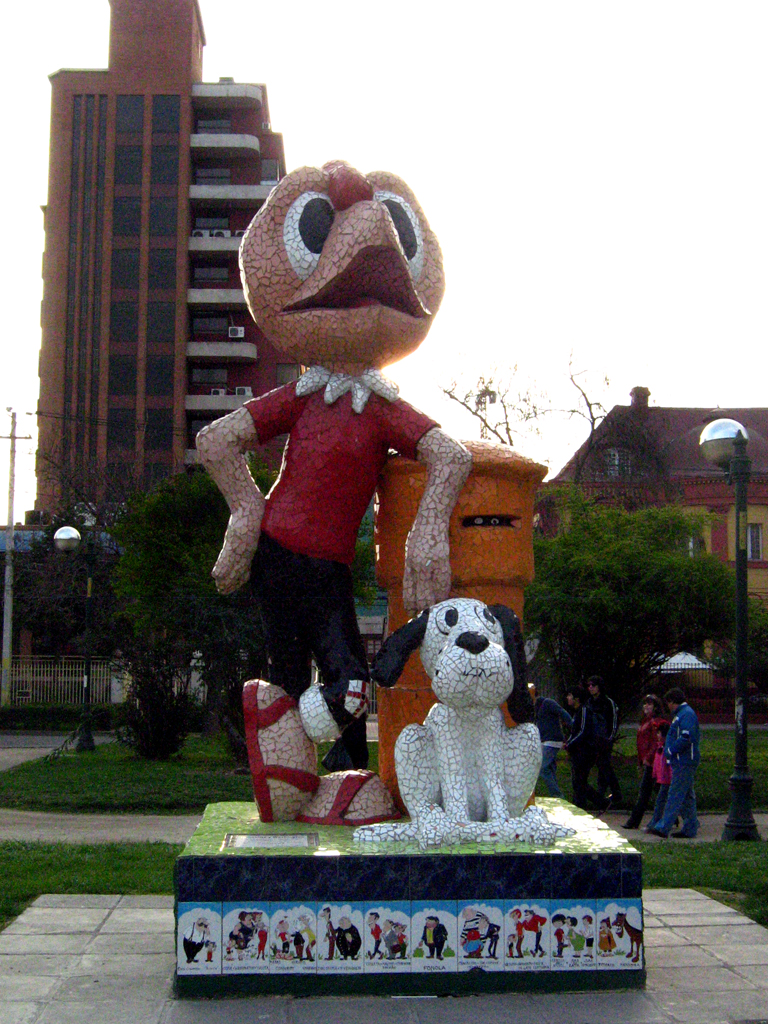
Condorito, protagonista de la historieta homónima

Cumpeo es el único pueblo real que aparece en la historieta Condorito. No se tienen registros de que Pepo haya visitado alguna vez esta localidad.El club deportivo de fútbol de Pelotillehue siempre juega "el clásico" contra el Club Deportivo de Cumpeo llamado "Unión Cumpeo"; este club deportivo existe, es real y está activo hace más de ochenta años y el color verde de su camiseta es el mismo que utilizan los personajes de la historieta.
Un lapsus protagonizó el presidente Sebastián Piñera, ya que en su visita a Cumpeo, en la Región del Maule, señaló mostrarse "contento de estar en Cumpeo, la tierra de Condorito". Sin embargo, el personaje creado por Pepo es oriundo de Pelotillehue, que según la historieta es vecina de Cumpeo y Buenas Peras. El Presidente que con su comentario volvió a convertirse en el centro de los comentarios en redes sociales y considerada una más de las piñericosas del presidente, habló del personaje tras recibir de manos del alcalde de Río Claro una historieta que lo muestra junto al pajarraco.

### La Ruta de Condorito
Pese a que el famoso personaje de historietas vivía en la ciudad ficticia de Pelotillehue y que, según el contexto de la tira cómica, estaba entre Cumpeo y Buenas Peras, Cumpeo es el único pueblo real de la historieta Condorito. Buenas Peras y Pelotillehue son ficciones de Pepo. Por eso, el municipio de Río Claro se alió con una veintena de microempresarios dispuestos a modificar las fachadas, los interiores y los nombres de sus locales comerciales por las reconocidas locaciones de la revista. Su objetivo fue crear, con fondos concursables de CORFO, la «Ruta de Condorito».